# 陳致元
陳致元（Chen Chih-Yuan，1975年—），生於屏東，台灣兒童繪本作家，圖畫書插畫家。繪本被翻譯成18國的語言出版，作品展現溫馨畫風，主題大多描述愛與親情。
《華盛頓郵報》盛讚陳致元為「繪本裡的珍寶」，其作品曾得過瑞典Peter Pan Prize小飛俠圖畫書獎、美國「國家教師會」年度最佳童書、美國《出版人週刊》年度最佳童書、日本圖書館協會年度選書、波隆納獎、豐子愷獎、金鼎獎最佳插畫獎、金蝶獎金獎、「好書大家讀」年度最佳童書等獎項。

## 作品
- 穿過老樹林  （與蘇紹連合著，1998，三民）
- 想念 （2000，信誼）
- 小魚散步   （2001，信誼出版）
- Guji Guji （2003，信誼出版）
- 一個不能沒有禮物的日子  （2003，和英）
- 沒毛雞 （2005，和英）
- 阿迪和朱莉   （2006，和英）
- 大家一起拔蘿蔔 （與林世仁合著，2007，和英）
- 熊爸爸去另一個城市工作   （2010，和英）
- 很慢很慢的蝸牛  （2011，和英）
- 米米說不 （與周逸芬合著，2008，和英）
- 米米愛模仿（與周逸芬合著，2009，和英）
- 米米玩收拾  （與周逸芬合著，2010，和英）
- 米米坐馬桶 （與周逸芬合著，2010，和英）
- 米米遇見書 （與周逸芬合著，2013，和英）
- 米米小跟班 （與周逸芬合著，2013，和英）
- 米米吸奶嘴（與周逸芬合著，2014，和英）

- 2017年反映育兒生活,全新創作了【小豬乖乖系列套書】：[乖乖溜滑梯]、乖乖坐馬桶]、乖乖愛幫忙]　共三冊（2017, 親子天下）
- 《小豬乖乖的歡樂遊戲寶盒》]（2017, 親子天下）
- 2018年，《想念》]睽違17年，歷時3年，復刻經典溫暖重現。從原有的32頁，大幅度以電影運鏡的手法增加為172頁，畫面堆疊出一幕幕童年與母親及手足的回憶，每一個畫面都賺人熱淚。
- 2018年，成為人父後對育兒生活的觀察《小豬乖乖》再添生活自理續集《乖乖慢吞吞》]《乖乖不怕打針》]，上市後旋獲得粉絲網友喜愛，有媽咪直呼「太棒了！解決我家小孩拖拖拉拉的壞習慣！」連新媒體影音創作者Mom&Dad]更因女兒深愛小豬乖乖，以真人拍攝手法演出繪本故事，觀看數則高達近400萬點閱。
- 《城市小英雄》（2020, 親子天下）

## 得獎
- 2000年，《想念》獲選信誼幼兒文學獎-評審委員推薦獎[4]
- 2001年，《小魚散步》獲選信誼幼兒文學獎-首獎[4]
- 2003年，《小魚散步》獲選美國出版人週刊年度最佳童書獎，《Guji Guji 》獲選信誼幼兒文學獎佳作[4]、金蝶獎插畫金獎
- 2005年，《沒毛雞》獲新聞局圖書出版金鼎獎「最佳插畫獎」[2]
- 2006年，《一個不能沒有禮物的日子》獲日本圖書館協會年度最佳童書獎
- 2009年，《阿迪和朱莉》獲得美國國家教師會NCTE年度最佳童書獎
- 2015年，《Guji Guji 》獲瑞典國際兒童圖書評議會IBBY小飛俠獎[5]
- 2017年，《小豬乖乖系列套書》榮登博客來童書／青少年文學暢銷排行榜 TOP.1

## 外部連結
- 公視晚間新聞-繪本作家陳致元 (2009)
- 華視新聞雜誌-真情台灣人 陳致元 (2012)
- 臺灣繪本作家 陳致元
- 陳致元參加柏林國際文學節 Chih-Yuan Chen, Berlin International Literature Festival
- 《親子天下》雜誌90期（2017/06）：美感教育人物專訪系列報導
- TVBS新聞（2017.07.09)：世界翻轉中人物報導
- 2018年復刻經典《想念》溫暖重現(2018)